# Kach
Kach (hebr. ‏כך‎, dosł. w ten sposób) – izraelska ekstremistyczna, ksenofobiczna i rasistowska partia polityczna założona przez rabina Me’ira Kahanego w 1971 roku. W 1994 roku Kach wraz z jej następczynią – Kahane chaj – zostały uznane w Izraelu za organizacje terrorystyczne i zdelegalizowano je. W latach 1997–2022 partia była uważana za organizację terrorystyczną również w Stanach Zjednoczonych.
W swojej historii tylko raz posiadała przedstawiciela w Knesecie. Został nim, po wyborach w 1984 roku sam Kahane, który zasiadał w Knesecie XI kadencji (1984–1988). Dwukrotnie, w 1988 i 1992 roku, dyskwalifikowano ją ze startu w wyborach do parlamentu ze względu na rasistowski program.

## Historia

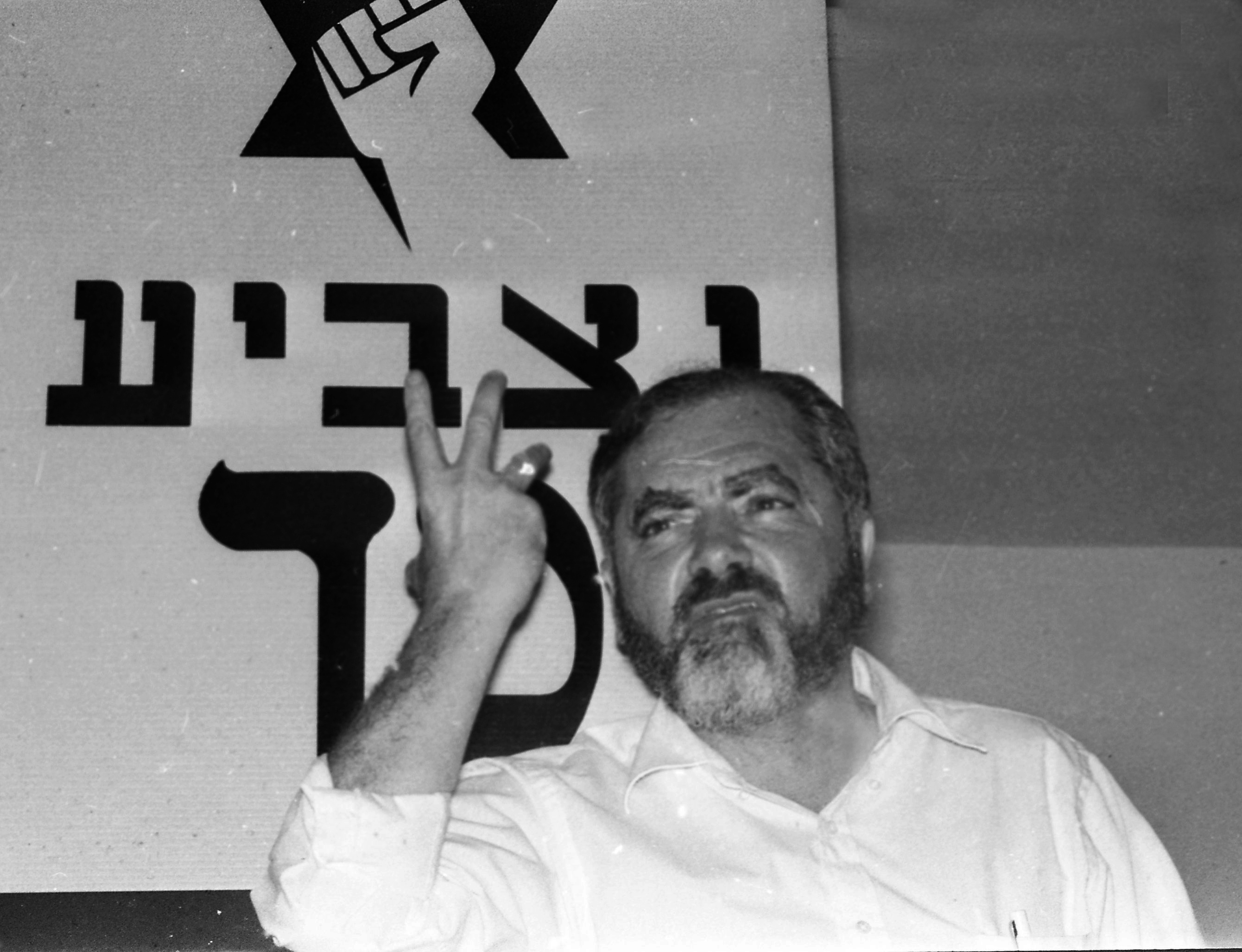
Lider prawicowego ruchu Kach, Meir Kahane, przemawia do swoich zwolenników w swoim biurze w Tel Awiwie.

Założona została w 1971 roku. Jej program opierał się na autorytecie Kahanego i jego poglądach.
Według rabina Państwo Izrael to państwo żydowskie. Wszyscy należący do narodu żydowskiego powinni od razu otrzymać obywatelstwo Izraela. Natomiast nie-Żydzi mogliby zamieszkiwać państwo w limitowanych ilościach, bez praw politycznych i obywatelstwa. Jednak od początków istnienia partia występowała przeciwko obecności chrześcijan w Izraelu. Żydzi byli narodem, o którego wyjątkowości stanowił fakt wybrania ich przez Boga. Zgodnie z przekazem partii i Kahanego Żydzi byli narodem, który nie został ukonstytuowany przez nacjonalizm, a przez judaizm.
W kwestii Arabów początkowo utrzymywał, że powinno się im zaoferować dobrowolne opuszczenie kraju w zamian za odszkodowanie lub złożenie przysięgi na wierność Izraelowi. Jednak po złożeniu takiej przysięgi nie mogliby brać udziału w życiu politycznym państwa, czy służyć w armii. Obowiązek poboru zamieniono by na obowiązek służby w takim samym wymiarze czasu w „brygadach pracy”. Według rabina jedynym sposobem na zakończenie konfliktu izraelsko-palestyńskiego była pełna separacja obu narodów. Jednak w 1979 roku działacze partyjni wspominali o potrzebie utworzenia struktury „strażników honoru żydowskiego”, ponieważ Arabowie zagrażali czystości i jedności narodu żydowskiego. Podczas spotkań z wyborcami prezentował znacznie radykalniejsze poglądy. Twierdził, że „nikt nie jest w stanie zrozumień arabskich bestii” lub zapewniał, iż w momencie, kiedy zostanie ministrem obrony „(...) pokłonią się mi, obliżą moje stopy, a ja będę miłosierny i pozwolę im odejść”.
Kahane negował demokrację jako „pomysł gojów”, ale pod pewnymi względami, czyli przy zachowaniu zgodności z nakazami Tory, dopuszczał jej wykorzystanie na potrzeby Żydów. Państwo Izrael przedstawiane było jako twór boży i jego „zemsta na gojach”. W kwestiach granic partia odwoływała się do koncepcji Wielkiego Izraela i obietnicy danej Abrahamowi przez Boga, a wszystkie arabskie państwa ościenne traktowane były jako siły okupujące Ziemię Izraela.
W okresie, kiedy sprawował funkcję posła do Knesetu, proponował wprowadzenie ustaw dotyczących: wygnania wszystkich Arabów z Izraela, wprowadzenia dwuletniej kary pozbawienia wolności dla Żydówki, która odbyłaby stosunek seksualny z Arabem, czy delegalizujące obrażanie Żydów i judaizmu. Partia postulowała separację Żydów i Arabów w przestrzeni publicznej, co miało przełożyć się na powstanie osobnych plaż, czy instytucji publicznych. Za wygłaszane poglądy Kneset 25 grudnia 1984 roku zezwolił powstrzymywać Policji Izraela Kahanego przed wkroczeniem do arabskiej miejscowości. Zakazano mu także wstępu do szkół średnich, rozgłośni radiowych i gazet. W 1985 roku zakazano mu złożenia propozycji ustaw ograniczających prawa nie-Żydów i zabraniających stosunków seksualnych Żydów z nie-Żydami. Od tego zakazu Kahane odwołał się do Sądu Najwyższego, którego wyrok zniósł ograniczenie.

Komisja wyborcza dyskwalifikowała Kach ze startu w wyborach do Knesetu w 1988 i 1992 roku na mocy prawa zabraniającego startu w wyborach ugrupowaniom głoszącym hasła rasistowskie. Jednak w wyborach lokalnych zakaz ten nie obowiązywał. Już w 1984 roku nie dopuszczono partii do startu w wyborach, ale wówczas Kahane odwołał się do Sądu Najwyższego, który uchylił zakaz.

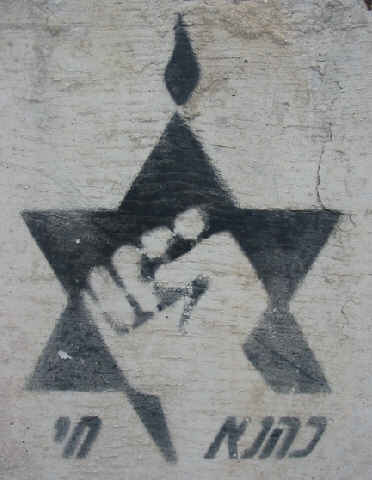
Emblemat organizacji Kahane chaj

5 listopada 1990 roku Me’ir Kahane został zabity w Nowym Jorku przez Egipcjanina. Po tym zabójstwie partia się podzieliła. W Kirjat Arba dalej funkcjonowała Kach pod przewodnictwem Barucha Marzela, a syn rabina Binjamin utworzył Kahane chaj (hebr. כהנא חי, pol. Kahane żyje). 13 marca 1994 roku, po masakrze dokonanej przez Barucha Goldsteina w Hebronie, na podstawie Rozporządzenia zapobiegającego terroryzmowi z 1948 roku, decyzją nr 2757 XXV rządu Izraela, Kach i Kahane chaj zostały uznane za organizacje terrorystyczne i zdelegalizowano je. Również w Stanach Zjednoczonych w latach 1997–2022 partia uważana była za organizację terrorystyczną.
Ze względu na swój program i poglądy Kahanego partia Kach została uznana za rasistowską, quasi-faszystowską, ksenofobiczną i ekstremistyczną. W trakcie swojego istnienia członkowie partii powiązani byli również z żydowskim terroryzmem i zamachami na Palestyńczyków i miejsca ich kultu. Sam Kahane został osadzony w więzieniu w Ramli, bez procesu, za planowanie zamachu na Meczet Al-Aksa. W 1974 roku Kahane zaproponował koncepcje teror neged teror (hebr. טרור נגד טרור, ang. skrót. T.N.T., dosł. terror przeciw terrorowi), który zakładał, że na każdy arabski zamach terrorystyczny Żydzi powinni odpowiadać tym samym.

## Partie i ludzie związani z Kach
Partią czerpiącą z programu Kach jest Żydowska Siła. Do tzw. kahanizmu odwołuje się także organizacja Lehawa. Powiązanymi z Kach lub samym Kahane byli lub są: Baruch Goldstein, Baruch Marzel, Micha’el Ben-Ari, Itamar Ben-Gwir, Jigal Amir, Benci Gopsztejn czy Me’ir Etinger.